# Breutelia brittoniae
Breutelia brittoniae är en bladmossart som beskrevs av Ferdinand François Gabriel Renauld och Jules Cardot 1893. Breutelia brittoniae ingår i släktet gullhårsmossor, och familjen Bartramiaceae. Inga underarter finns listade i Catalogue of Life.